# Philip Guston
Philip Guston, pseudonyme de Phillip Goldstein, né le 27 juin 1913 à Montréal et mort le 7 juin 1980 à Woodstock (État de New York), est un peintre américain.
Il est rattaché à l'École de New York parmi laquelle figurent de nombreux membres de l'expressionnisme abstrait tels que Jackson Pollock ou Willem De Kooning.

## Biographie

### Famille et jeunesse
Philip Guston naît le 27 juin 1913 à Montréal sous le nom de Phillip Goldstein, de parents Juifs ukrainiens. Ceux-ci ont émigré d’Odessa à Montréal. En 1919, sa famille quitte Montréal pour la Californie. Son père se suicide en 1923.

### Formation
À partir de 1927, il s'inscrit à la Manual Arts High School (en) de Los Angeles où il rencontre pour la première fois Jackson Pollock qui y est aussi étudiant. Son apprentissage est le fruit de diverses rencontres ; il est initié à l'art moderne, découvre l'art des Nord-Amérindiens.
En 1931, il expose une peinture en soutien des Scottsboro Boys, neuf jeunes Afro-Américains accusés du viol de deux jeunes filles blanches, condamnés à mort dans un procès expéditif. Un groupe de policiers de Los Angeles détruit l'œuvre, et ne sont pas poursuivis pour cette action. Il est ensuite marqué par la découverte des peintres muralistes mexicains, qu'il rencontre en 1932 lors du passage de David Alfaro Siqueiros et de José Clemente Orozco à Los Angeles.

### Carrière
Ses premiers travaux sont d'un style réaliste et traitent de sujets sociaux, le travail ou la ségrégation des Noirs. De 1934 à 1942, il réalise plusieurs peintures murales, au Mexique puis aux États-Unis, notamment des commandes de la Work Progress Administration.
Il quitte, durant ces années, Los Angeles pour rejoindre New York où Jackson Pollock, son ancien camarade, est installé depuis 1930. Il y rencontre Willem De Kooning, Mark Rothko, Franz Kline, Barnett Newman et David Smith, avec qui il formera un réseau d'artistes désigné plus tard, par la critique, comme l’École de New York. C'est à partir de 1938, à leur contact, que son travail s'oriente vers l'abstraction. L'automatisme a une part importante, les touches sont volontairement visibles et composent un réseau coloré qui s'étend sur la toile. Il rencontre un grand succès dans le courant des années 1950, se lie d'amitié avec le critique Harold Rosenberg, et rencontre les compositeurs Morton Feldman et John Cage, avec qui il partage un intérêt pour la philosophie zen et l'existentialisme.
En 1949 et en 1971, il est lauréat du prix de Rome américain,,.
En 1970, alors très reconnu comme un grand peintre de l'expressionnisme abstrait, il fait scandale en présentant, à la Marlborough Gallery à New York, de nouvelles peintures figuratives, au style enfantin, proches de la bande dessinée représentant de simples objets, livres, chaussures, immeubles, paysages urbains inquiétants, peuplés de la figure récurrente du Klansman (membre du Ku Klux Klan). Inspiré par le dessin des comics de Robert Crumb et le désir de narration, il renoue avec les thèmes sociaux de ses premières années. La figure du Ku Klux Klan revient comme symbole des violences sociales.
Les souffrances de sa femme malade et celles de la vieillesse lui inspirent également de nombreuses peintures. Beaucoup ne lui pardonnent pas d'avoir rompu avec la tradition moderniste. Ainsi, Hilton Kramer, le critique d'art de The New York Times, le qualifie de « mandarin qui fait semblant d'être un abruti » dans un célèbre article sur l'exposition de la Marlborough Gallery. Robert Hughes, le critique de Time Magazine qualifie ces nouvelles peintures de « Ku Klux Komix ».
Seul De Kooning (« Tu sais quel est ton sujet : c'est la liberté ! ») et un cercle de proches le soutiennent dans cette évolution. Il s'installe alors à Woodstock où il fait la rencontre de Philip Roth, avec qui il se lie d'une longue amitié.
Demeuré un temps sans galerie, il rejoint David McKee, un ancien de la Marlborough qui vient d'ouvrir sa propre petite galerie au Barbizon Hotel ; il lui restera fidèle jusqu'à la fin de sa vie.

### Mort
Guston meurt le 7 juin 1980 d'un infarctus à Woodstock.

## Postérité
Depuis sa mort, l'influence de Philip Guston au sein de la jeune peinture new-yorkaise et américaine n'a cessé de grandir. Il est significatif que la grande exposition consacrée à l'expressionnisme abstrait new-yorkais par le Museum of Modern Art de New York, en 2010-2011, se clôt avec une grande peinture figurative de Guston du début des années 1970, comme pour annoncer l'avènement d'une nouvelle ère dont Guston serait l'origine.
Ces œuvres tardives seront ensuite reconnues et largement montrées dans les collections et expositions d'art contemporain.
De nombreuses rétrospectives lui sont consacrées depuis les années 1990, entre autres à Paris au musée national d'Art moderne, à Londres à la Royal Academy, au SFMOMA à San Francisco, à l'IVAM à Valencia, ou encore au MASS MoCA à North Adams.
En 2020, craignant une possible incompréhension de la communauté afro-américaine, la National Gallery of Art de Washington, la Tate Modern de Londres, le musée des Beaux-Arts de Boston et celui de Houston reportent à 2024 une rétrospective du peintre initialement prévue pour 2021.

## Œuvres
- Drawing for Conspirators, 1930
- Against Terror, 1934
- Martial Memory, 1941
- If this Be not I, 1945
- Painting, No. 5
- Zone, 1954
- For M, 1955
- The Light, 1964
- Shoe, 1968
- The Studio, 1969
- Outskirts, 1969
- Dawn, 1970
- Duo, 1973
- The Street, 1977
- The Line, 1978
- Ravine, 1979